# برونزويك (جورجيا)
برونزويك (بالإنجليزية: Brunswick, Georgia)‏ هي مدينة تقع في مقاطعة غلين، جورجيا بولاية جورجيا في الولايات المتحدة. تبلغ مساحة هذه المدينة 65.2 (كم²)، وترتفع عن سطح البحر 0 م، بلغ عدد سكانها 15383 نسمة في عام 2010 حسب إحصاء مكتب تعداد الولايات المتحدة.

## التركيبة السكانية
حدّد مكتب تعداد الولايات المتحدة بيانات التركيبة السكانية لبرونزويك في تعداد الولايات المتحدة. في ما يلي، التركيبة السكانية حسب تعدادي 2000 و2010.

### تعداد عام 2000
بلغ عدد سكان برونزويك 15,600 نسمة بحسب تعداد عام 2000، وبلغ عدد الأسر 6,085 أسرة وعدد العائلات 3,682 عائلة مقيمة في المدينة. في حين سجلت الكثافة السكانية 238.4 نسمة لكل كيلومتر مربع (617.5/ميل2). وبلغ عدد الوحدات السكنية 6,952 وحدة بمتوسط كثافة قدره 106.2 لكل كيلومتر مربع (275.1/ميل2).
وتوزع التركيب العرقي للمدينة بنسبة 36.41% من البيض و59.81% من الأمريكيين الأفارقة و0.27% من الأمريكيين الأصليين و0.35% من الأمريكيين ذوي الأصول الآسيوية و0.03% من سكان جزر المحيط الهادئ و1.73% من الأعراق الأخرى و1.40% من عرقين مختلطين أو أكثر و5.82% من الهسبانيون أو اللاتينيون من أي عرق.
بلغ عدد الأسر 6,085 أسرة كانت نسبة 35.6% منها لديها أطفال تحت سن الثامنة عشر تعيش معهم، وبلغت نسبة الأزواج القاطنين مع بعضهم البعض 31.4% من أصل المجموع الكلي للأسر، ونسبة 24.6% من الأسر كان لديها معيلات من الإناث دون وجود شريك، بينما كانت نسبة 4.6% من الأسر لديها معيلون من الذكور دون وجود شريكة وكانت نسبة 39.5% من غير العائلات. تألفت نسبة 33.6% من أصل جميع الأسر من عدة أفراد يعيشون في نفس المنزل ونسبة 13.2% كانت تتألف من شخص يعيش بمفرده يبلغ من العمر 65 عاماً أو أكثر. وبلغ متوسط حجم الأسرة المعيشية 2.46، أما متوسط حجم العائلات فبلغ 3.13.
بلغ العمر الوسطي للسكان 34.8 عاماً. وكانت نسبة 27.2% من القاطنين تحت سن الثامنة عشر، وكانت نسبة 9.5% بين الثامنة عشر والرابعة والعشرين عاماً، ونسبة 25.9% كانت واقعةً في الفئة العمرية ما بين الخامسة والعشرين والرابعة والأربعين عاماً، ونسبة 19.9% كانت ما بين الخامسة والأربعين والرابعة والستين، ونسبة 13.3% كانت ضمن فئة الخامسة والستين عاماً فما فوق. يوجد لكل 100 أنثى 87.5 ذكر، ويوجد لكل 100 أنثى في الثامنة عشر من عمرها فما فوق 81.1 ذكر.
بلغ متوسط دخل الأسرة في المدينة 22,272 دولارًا، أما متوسط دخل العائلة فبلغ 28,564 دولارًا. وكان متوسط دخل الذكور 26,172 دولارًا مقابل 18,602 دولارًا للإناث. وسجل دخل الفرد الخاص بالمدينة 13,062 دولارًا. وكانت نسبة 25.2% من العائلات ونسبة 30.4% من السكان تحت خط الفقر، وكان من هؤلاء نسبة 44.4% تحت سن الثامنة عشر ونسبة 21.7% في الخامسة والستين من العمر وما فوق.

### تعداد عام 2010
بلغ عدد سكان برونزويك 15,383 نسمة بحسب تعداد عام 2010، وبلغ عدد الأسر 5,762 أسرة وعدد العائلات 3,522 عائلة مقيمة في المدينة. في حين سجلت الكثافة السكانية 235.1 نسمة لكل كيلومتر مربع (608.9/ميل2). وبلغ عدد الوحدات السكنية 6,832 وحدة بمتوسط كثافة قدره 104.4 لكل كيلومتر مربع (270.4/ميل2).
وتوزع التركيب العرقي للمدينة بنسبة 31.35% من البيض و59.23% من الأمريكيين الأفارقة و0.34% من الأمريكيين الأصليين و0.57% من الأمريكيين ذوي الأصول الآسيوية و0.08% من سكان جزر المحيط الهادئ و6.44% من الأعراق الأخرى و2% من عرقين مختلطين أو أكثر و11.27% من الهسبانيون أو اللاتينيون من أي عرق.
بلغ عدد الأسر 5,762 أسرة كانت نسبة 36.5% منها لديها أطفال تحت سن الثامنة عشر تعيش معهم، وبلغت نسبة الأزواج القاطنين مع بعضهم البعض 26.3% من أصل المجموع الكلي للأسر، ونسبة 29% من الأسر كان لديها معيلات من الإناث دون وجود شريك، بينما كانت نسبة 5.8% من الأسر لديها معيلون من الذكور دون وجود شريكة وكانت نسبة 38.9% من غير العائلات. تألفت نسبة 32.4% من أصل جميع الأسر من عدة أفراد يعيشون في نفس المنزل ونسبة 12.5% كانت تتألف من شخص يعيش بمفرده يبلغ من العمر 65 عاماً أو أكثر. وبلغ متوسط حجم الأسرة المعيشية 2.52، أما متوسط حجم العائلات فبلغ 3.18.
بلغ العمر الوسطي للسكان 32.6 عاماً. وكانت نسبة 27.6% من القاطنين تحت سن الثامنة عشر، وكانت نسبة 11.4% بين الثامنة عشر والرابعة والعشرين عاماً، ونسبة 25% كانت واقعةً في الفئة العمرية ما بين الخامسة والعشرين والرابعة والأربعين عاماً، ونسبة 23.2% كانت ما بين الخامسة والأربعين والرابعة والستين، ونسبة 12.9% كانت ضمن فئة الخامسة والستين عاماً فما فوق. وتوزع التركيب الجنسي للسكان بنسبة 47.2% ذكور و52.8% إناث.

## أعلام
- إدوارد بي كينغ
- آرون سوينسون
- إد دودلي
- تايرون جونز
- آيك ويليامز
- بيسي جونز
- سوني كارتر
- أنتوني أيه أليمو
- إليس وليامز
- باريت براونينج

## وصلات خارجية
- www.brunswickga.org
- Cities & Counties - Georgia.gov